# Ruta Nacional 42 (Colombia)
La Ruta Nacional 42 fue una carretera de tipo transversal que iniciaba en Villavicencio, (departamento de Meta) y finalizaba en el sitio conocido como Puerto Porfía, municipio de Puerto López, (departamento de Meta). Actualmente hace parte de la Red Vial Secundaria departamental del Meta, la cual incrementó la ruta hasta el Municipio de Cabuyaro.

## Antecedentes
La ruta fue establecida por la Resolución 3700 de 1995 del Ministerio de Transporte (La cual modificaba la Resolución 830 y 9300 de 1992 del Ministerio de Obras Públicas) con un trayecto inicial que atraviesa Villavicencio - Puerto Porfía (Puerto López). No obstante, con la Resolución 339 de 1999 esta ruta fue eliminada.
La ruta existe y hace parte de la Red Secundaria del departamento del Meta, la cual fue extiende hasta el municipio de Cabuyaro. Tiene una longitud aproximada de 101.50 km, los cuales sólo se encuentran pavimentados hasta Puerto Porfía, aunque en muy malas condiciones.

## Descripción de la Ruta
La ruta estaba dividida de la siguiente manera:

### Ruta eliminada o anterior[1]
| Código | Tipo  | Recorrido                     | Situación Actual                          |
| ------ | ----- | ----------------------------- | ----------------------------------------- |
| 4201   | Tramo | Villavicencio - Puerto Porfía | - 4201 Carretera Secundaria Departamental |

## Municipios
Las ciudades y municipios por los que recorre la ruta son los siguientes:
Convenciones:
- Fondo Azul : Recorrido actual.
- Fondo Gris : Recorrido anterior.
- Negrita: Cabecera municipal.
- Texto azul: Ríos.
- Texto verde: Parques nacionales.

| Tramo | Municipio     | Recorrido                                                                   | Departamento |
| ----- | ------------- | --------------------------------------------------------------------------- | ------------ |
| 4201  | Villavicencio | Villavicencio; Catama; Río Ocoa; El Cruce de Ocoa (Cruce 40MT01 a Mujuruy). | Meta         |
| 4201  | Puerto López  | El Tigre; Guichiral; Caño Tigre; Puerto Porfía.                             | Meta         |

## Concesiones y proyectos
Actualmente la ruta no posee kilómetros entregados en Concesión para su construcción, mejoramiento y operación.